# Ilija Milosavljević Kolarac
Ilija Milosavljević Kolarac (en serbe cyrillique : Илија Милосављевић Коларац ; né vers 1800 à Kolari – mort le 18 octobre 1878 à Belgrade) était un riche marchand serbe et un philanthrope. Il a créé la Fondation Ilija Kolarac, à Belgrade. 

## Biographie

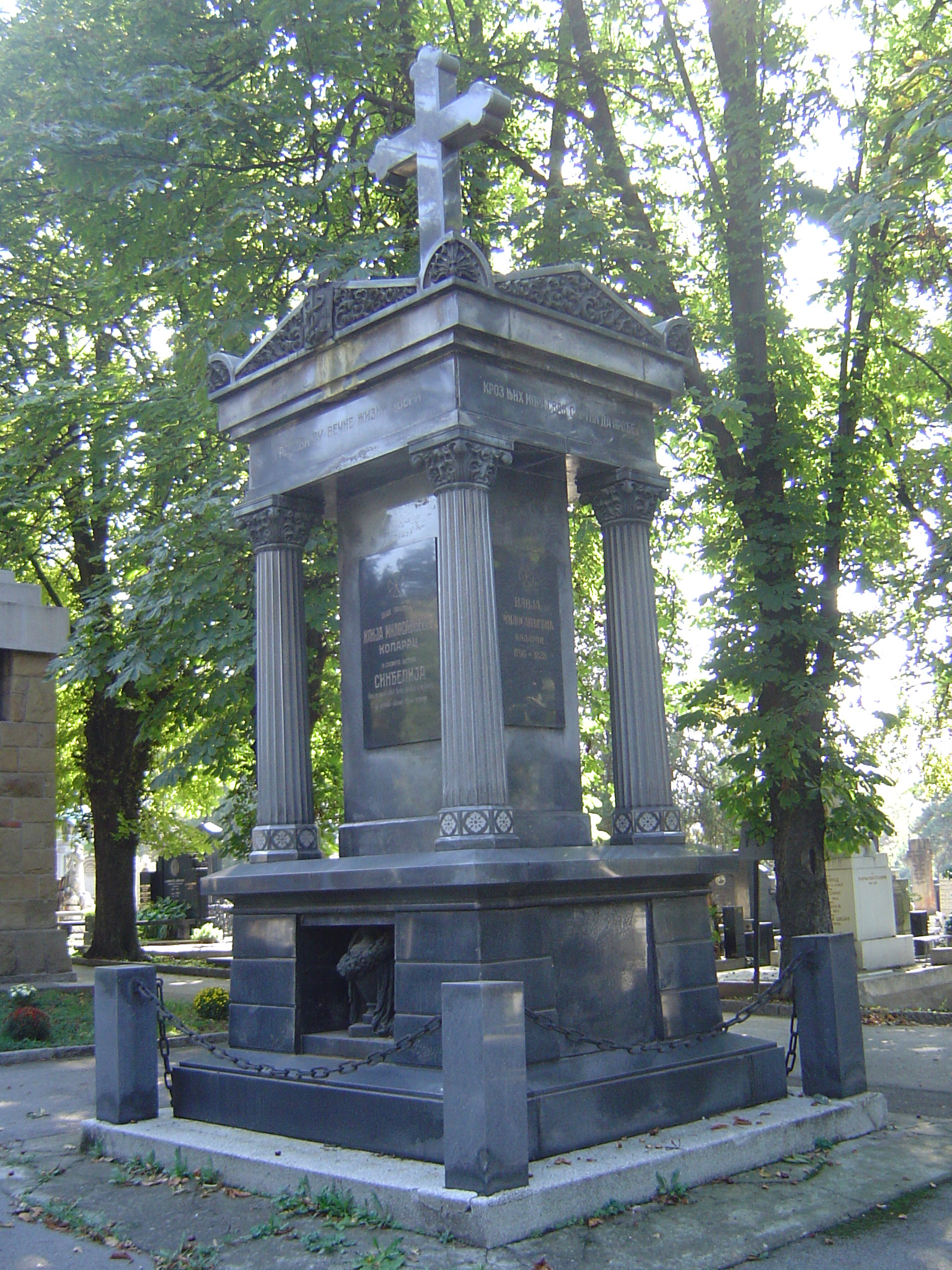
La tombe d'Ilija Kolarac dans l'Allée des Grands du Nouveau cimetière de Belgrade

Ilija Milosavljević est né vers 1800 dans le village de Kolari près de Smederevo ; Kolari lui a valu plus tard le surnom de Kolarac. Son père, Milosav, était tailleur ; sa mère s'appelait Jovanka.
Enfant, il fut blessé lors du Premier soulèvement serbe contre les Ottomans. Après l'échec de cette première rébellion, sa famille se réfugia de l'autre côté du Danube, dans un territoire qui appartenait alors à l'Autriche mais Ilija retourna rapidement à Belgrade. Il travailla en tant que commis pour divers marchands et, en 1827, il épousa Sinđelija Radovanović, la fille du marchand Milutin Radovanović. Il ouvrit alors sa propre boutique. Il s'installa ensuite à Pančevo, où il se lança dans le commerce en gros de porcs et de produits alimentaires, étendant ses activités jusqu'à Vienne et Budapest.
Sa femme Sinđelija mourut en 1855 et, en 1856, Ilija Kolarac, qui l'aimait beaucoup, rentra s'installer à Belgrade. Dans la capitale serbe, il se lança dans le commerce du sel et du salpêtre et fit l'acquisition de plusieurs mines ; cette affaire connut une grande expansion. Il effectua également des opérations immobilières sur des terrains achetés dans les quartiers de Varoš et de la Porte d'Istanbul. En 1861, avec l'aide de Kosta Cukić, il créa le Fonds princier d'Ilija Milosavljević Kolarac, qui, jusqu'à la Première Guerre mondiale, permit la publication de 120 livres. 

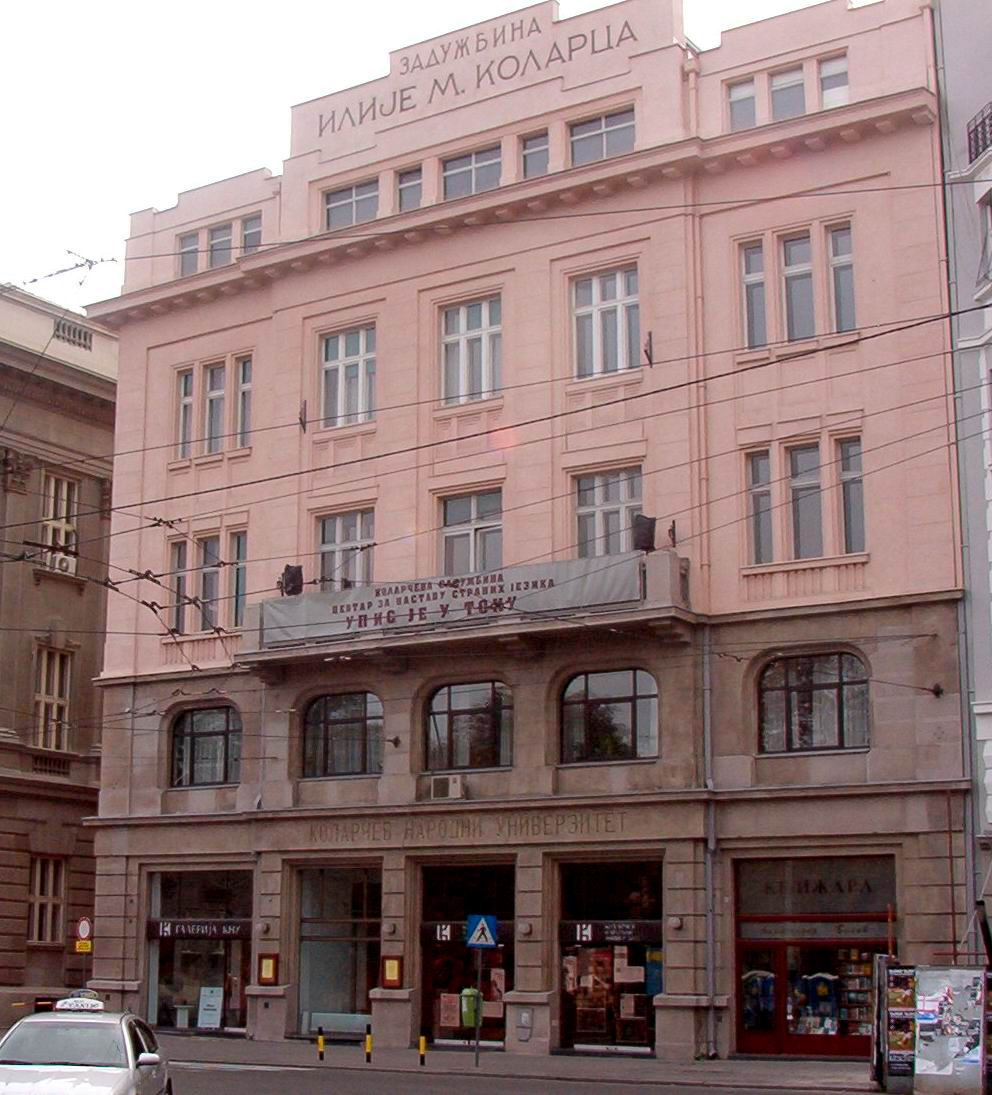
L'université Ilija Kolarac sur le Studentski trg à Belgrade

Fin 1877, Kolarac fut accusé de trahison par le gouvernement serbe pour son implication présumée dans la Révolte de Topola et, avec Jevrem Marković et Aćim Čumić, il fut condamné à une lourde peine de prison. Le prince Milan Obrenović lui accorda rapidement sa grâce mais la santé de Kolarac s'était détériorée et il mourut le 18 octobre 1878 dans sa propriété de la Porte d'Istanbul. Il est enterré dans l'Allée des Grands du Nouveau cimetière de Belgrade.

## Fondation
Dans son testament, Ilija Kolarac établit deux fondations, dotées d'environ un million de dinars serbes de l'époque. La première fondation était destinée à la création d'une « université serbe [...] qui porterait le nom d'Université Ilija Kolarac » ; le bâtiment, construit sur le Studentski trg (la « Place des étudiants ») à Belgrade par l'architecte Petar Bajalović, a été  achevé en 1932. La seconde était la Fondation littéraire Ilija Kolarac (en serbe : Književni fond Ilije M. Kolarca), destinée à soutenir la publication de livres ; parmi ses bibliothèques les plus célèbres figuraient la Petite bibliothèque (Mala biblioteka) et la Bibliothèque d'enseignement (Poučna biblioteka) ; parmi les livres édités grâce à elle, on trouve des œuvres d'Ivo Andrić, Aleksandar Belić ou Ivan Đaja (en français : Jean Giaia).